# Hanover, Pennsylvania
Hanover är en kommun (borough) i York County i delstaten Pennsylvania, USA med 15 496 invånare (2015).
I Hanover ligger bland annat ett av världens största stuteri, Hanover Shoe Farms.